# دانيال ألاركون
دانيال ألاركون (بالإنجليزية: Daniel Alarcón) (5 مارس 1977، ليما في بيرو)؛ كاتب وروائي بيروفي-أمريكي. درس في جامعة كولومبيا.

## الجوائز
- زمالة غوغنهايم